# 江南郡
江南郡（朝鲜语：／ Kangnam gun */?）是朝鮮民主主義人民共和國首都平壤市西南部的一個郡，東南和南為黃海北道，西隔大同江與南浦特別市相望。
面積160.3平方公里。2008年人口69,279人。下分1邑、18里。
1952年自中和郡分出設郡，1963年劃歸平壤市。2010年劃歸黃海北道。2011年再被劃入平壤市。